# International Soccer League
Die International Soccer League (ISL) war eine Fußballliga in den Vereinigten Staaten von 1960 bis 1965. Aufgeteilt in zwei Gruppen spielten in ihr jährlich wechselnde bekannte europäische und amerikanische Mannschaften, 1960 beispielsweise FC Bayern München und 1961 Dukla Prag, später zum Beispiel West Ham United oder Werder Bremen.

## Geschichte
Die ISL wurde 1960 von William D. Cox gegründet, einem ehemaligen Besitzer des Baseballvereins Philadelphia Phillies. Cox glaubte daran, dass sich in den Vereinigten Staaten eine Fußballliga etablieren könnte.
In der International Soccer League spielten während der US-amerikanischen Off-Season vor allem europäische Mannschaften in zwei Gruppen mit vier bis acht Teams je einmal gegeneinander. Die Gruppensieger trafen sich 1960 in einem Spiel, dann in Hin- und Rückspiel, um die ISL-Meisterschaft auszuspielen.
Nachdem 1961 Dukla Prag die ISL dominiert hatte, wurde ab dem folgenden Jahr der so genannte American Challenge Cup ins Leben gerufen, bei dem Dukla gegen den Meister der ISL antrat. In diesen Vergleichen blieb der Prager Armeeklub bis auf 1965 immer siegreich.
Die Spiele der ISL wurden hauptsächlich in New York ausgetragen, andere Spielorte waren unter anderen Montreal, Chicago, Detroit, Chicopee, Guadalajara, Cleveland sowie später Boston und Los Angeles.
Die so genannte Dwight D. Eisenhower-Trophy stand dem besten Spieler der Liga zu.
Obwohl sich die Liga gut entwickelte, war der Sommer 1965 die letzte Saison. Der amerikanische Verband USSFA stellte sich gegen den „Import“ der ausländischen Mannschaften und Cox sah sich gezwungen, die ISL aufzulösen.

## Sieger

### ISL Championship
- 1960 Bangu AC (Rio de Janeiro, Brasilien)
- 1961 Dukla Prag (Tschechoslowakei)
- 1962 América FC (Rio de Janeiro, Brasilien)
- 1963 West Ham United (London, England)
- 1964 Zagłębie Sosnowiec (Polen)
- 1965 Polonia Bytom (Polen)

### American Challenge Cup
- 1962 Dukla Prag
- 1963 Dukla Prag
- 1964 Dukla Prag
- 1965 Polonia Bytom

### Dwight D. Eisenhower-Trophy
- 1960 Ademir da Guia, Bangu AC
- 1961 Walter Dos Santos, Bangu AC
- 1962 Karl Bögelein, SSV Reutlingen 05
- 1963 Bobby Moore, West Ham United
- 1964 Gerhard Zebrowski, Werder Bremen
- 1965 Uwe Schwart, New York Americans